# Новополоцьк (станція)
Новопо́лоцьк (біл. Навапо́лацк) — вантажна сортувальна залізнична станція Вітебського відділення Білоруської залізниці на лінії Ксти — Новополоцьк. Розташована в однойменному місті Полоцького району Вітебської області. За 1 км на північ від міста знаходиться залізнична станція Ропнянська на лінії Полоцьк — Бігосово.
Станція переважно обслуговує нафтопереробне підприємство Білорусі ВАТ «Нафтан», друге за значенням підприємство міста — ВАТ «Полімір», а також такі промислові підприємства: СТОВ «ЛЛК-Нафтан», філія «Новополоцькзалізобетон», ВАТ «Кричівцементношифер», ВАТ «Вимірювач», ВАТ «Полоцьктранснавта Дружба», РУП «СГ-ТРАНС» та інші.
Пасажирське залізничне сполучення зі станцією не здійснюється.

## Діяльність станції
Станція Новополоцьк надає широкий спектр послуг для вантажовідправників та вантажоодержувачів:
- консультації щодо умов перевезення вантажів, в т. ч. швидкопсувних, негабаритних, великовагових вантажів;
- попередній розрахунок провізних платежів, в т. ч. по РФ;
- надання вагонів та контейнерів для перевезення вантажів;
- оформлення перевізних документів;
- оформлення електронного перевізного документа по території Республіки Білорусь, Російської Федерації та країн Балтії із застосуванням електронного цифрового підпису;
- повідомлення вантажоодержувача про підхід вантажу, переадресування вантажів за заявою вантажовідправників, вантажоодержувачів у країни СНД і Балтії;
- пломбування вагонів та контейнерів.

Підготовку вагонів під налив і планові види ремонту, дренування, пропарювання, гідравлічні випробування котлів та планово-попереджувальний ремонт запірно-запобіжної арматури цистерн та інші послуги забезпечує Новополоцька промивально-пропарювальних станція.